# Yasujirō Ozu
Yasujirō Ozu (小津安二郎 'Ozu Yasujirō'?,  Tokio, 12 de diciembre de 1903-Tokio, 12 de diciembre de 1963) fue un director de cine japonés. Su trayectoria se desarrolló desde los años 1920, en el cine mudo, hasta sus últimas películas en color en los años 1960. En sus primeros trabajos abordó géneros cinematográficos convencionales, como la comedia, pero sus obras más conocidas tratan de asuntos familiares y presentan los conflictos generacionales y culturales característicos del Japón de posguerra.
Es ampliamente considerado uno de los mayores cineastas del siglo XX y gozó en vida de bastante éxito de crítica y público en su país. El reconocimiento de la crítica internacional a su filmografía le llegó con el paso de los años. Catalogado como un director original e influyente, su película Tōkyō monogatari (Cuentos de Tokio) fue votada como la tercera mejor película de todos los tiempos en la encuesta del año 2012 de la revista Sight & Sound, y la cuarta en la encuesta de 2022. 

## Trayectoria vital y profesional

### Primeros años
Yasujiro Ozu nació el 12 de diciembre de 1903, en el año 35 de la era Meiji. Fue el tercero de cinco hermanos e hijo de Toranosuke, su padre, y Asae, su madre. Con él tuvo poca relación por sus constantes ausencias debidas a su negocio de venta de fertilizantes. Con su madre, por el contrario, tuvo una profunda unión y vivieron juntos cuando les fue posible, hasta la muerte de ella en 1962. Vino al mundo y pasó sus primeros diez años de vida en Fukagawa, un populoso barrio comercial de la parte oriental de Tokio perteneciente a la antigua ciudad imperial de Edo.
Debido a los negocios de su padre, se trasladan en 1913 a la ciudad natal de este, Matsuzaka, en la prefectura de Mie, en la que el niño Yasujiro pasa su adolescencia y descubre su pasión por el cine. Allí cursó la educación secundaria en la escuela Uji-Yamada a partir de 1916, en la que no destacó precisamente por su entrega a los estudios. Al parecer fue un estudiante poco brillante, que faltaba a clase y que prefería dedicar su tiempo a la lectura, el cine, la práctica del judo y al sake, afición esta última que le acompañaría durante el resto de su vida.
En esta escuela vivió en 1920 una desagradable experiencia cuando, según diversas fuentes, se le encontró una nota subida de tono destinada a otro compañero mayor que él de la residencia escolar en la que estaba interno. Por este motivo fue expulsado del dormitorio que ocupaba -no de sus estudios- y tuvo que acudir cada día a dormir a casa. Esto le valió para, usando el sello de su madre, falsificar la cartilla de asistencia y ausencias a clase, con lo que pudo dedicar buena parte de su tiempo a entrar en las oscuras salas del incipiente cinematógrafo japonés, donde, según afirmaría él mismo en muchas ocasiones, encontró su pasión y su vocación cuando vio Civilization, de Thomas H. Ince.
Durante aquellos primeros años de entrega voraz al cine gustaba del americano más que del nipón, que decía despreciar. En especial sintió predilección por las actrices Pearl White y Lilian Gish, entre otras, y sus directores predilectos fueron Rex Ingram, Chaplin, King Vidor y Ernst Lubitsch.
Tras exigirle su padre que se presentara a los exámenes de ingreso en la prestigiosa escuela de negocios de Kōbe, y no superar la prueba, Yasujiro decide, a sus 19 años, ir a trabajar como maestro suplente en una aldea solitaria de la montaña, Miyanomae. Allí parece ser que se entregó con fruición al sake junto a amigos a los que invitaba a pasar temporadas con él; sin embargo, no dejó mal recuerdo entre los que fueran sus alumnos.
En 1923 se vuelve a Tokio siguiendo a su familia, y deja atrás esa etapa en la que había vivido en un entorno rural alejado del bullicioso entorno tokiota. Este contraste entre la ciudad y el campo será un tema recurrente en muchas de sus películas.

### Primeras película mudas
A la vuelta del ejército, Ozu se encuentra con la clausura de los estudios de Kamata, especializados en filmes jidaigeki, y en los que él se había formado. Se dedica desde entonces, en los estudios de la Sochiku en Kamakura, a los géneros predilectos de la productora: la comedia nansensu y los dramas sociales -shomingeki- muy en boga en aquellos tiempos de penuria económica de la Gran Depresión, que afectó profundamente a Japón. Después de realizar varios mediometrajes que no se han conservado, rueda en 1929 Días de juventud, la primera de sus películas que nos ha llegado, y logra su primer éxito con El pilluelo.
En esta época Yasujiro Ozu adopta en su aspecto externo y en sus gustos un aire dandi occidentalizado debido a su gusto por todo lo americano. De hecho, firma algunos guiones de esos años con el seudónimo “James Maki”. Curiosamente, a partir de esa época fue conocido como el más occidental de los directores de la Sochiku, contrastando con la idea de ser el “más japonés de los directores japoneses” que ha quedado en el imaginario cinéfilo.
En aquellos tiempos trabajó a destajo y en condiciones precarias a pesar del reconocimiento público que empezó a llegarle. En 1928 hizo 5 películas, 6 en 1929 y hasta 7 llegó a realizar en 1930, su año más prolífico. Su insomnio crónico y la afición a los somníferos, el sake y el tabaco van minando su salud, y aquellos tiempos los recordaría siempre como una vida de perpetuo agotamiento. 
De esta época destacan en su filmografía El coro de Tokio y He nacido pero… Con esta última, brillante comedia de contenido social, consiguió por primera vez el mejor lugar en la lista anual de la revista Kinema Junpo, hecho que se repetiría en varias ocasiones a lo largo de su carrera.
En cuanto a su vida personal, Ozu siempre mantuvo, al margen de los vaivenes propios de la producción de películas y de sus experiencias militares, una discreción completa. A la muerte de su padre, en 1934, volvió a vivir con su madre, por la que sentía un intenso apego y con la que convivió ya para siempre. Nada seguro se conoce de sus relaciones íntimas con otras personas. Se habló de varios romances con diversas actrices, aunque ninguno de ellos fue reconocido o probado, y tan solo sabemos que a lo largo de toda su vida mantuvo una relación íntima de gran complicidad con una gheisa llamada Sekai Mori o Senmaru. En cualquier caso, quienes trabajaron con él lo recuerdan como un hombre tímido, meticuloso, discreto y amable. Nunca tuvo conflictos serios con quienes trabajó. En efecto, en Sochiku siempre tuvo libertad para escribir y rodar sus películas, si bien él mismo supo adaptarse a las temáticas y géneros que, sobre todo en estos primeros años, le eran impuestos.
Hasta 1936 Ozu no llegó a realizar un film completamente hablado, usando para ello un sistema de sonido desarrollado por Hideo Mohara, su operador de cámara de por aquel entonces. Fue El hijo único. Se suele afirmar que Ozu se resistía a los nuevos formatos, como el color o la pantalla panorámica, que nunca llegó a utilizar. Sin embargo, él mismo en 1935 lamentó no haber tenido aún la oportunidad de rodar con sonido.

### Años de guerra
En septiembre de 1937, Yasujiro Ozu es movilizado para ir al frente de Manchuria. Se integra en el batallón de armas químicas como cabo y permanece en el campo de batalla sirviendo en diversos puestos durante 22 meses. Durante este tiempo sirve como un soldado cualquiera, a diferencia de otros personajes famosos a los que se reserva para tareas de propaganda. No obstante concede bastantes entrevistas durante este periodo, en las que insiste una y otra vez en estar aprovechando la experiencia bélica para preparar una película de este género a su regreso a Japón.  Sin embargo, sabemos por sus diarios que sus pensamientos de este periodo van por otro camino. No parece que Ozu estuviera muy cercano al espíritu militarista de la época y le causan gran impresión las escenas desgarradoras que contempla en el campo de batalla, como muestra un apunte del 2 de abril de 1939:
“Junto a ellos [cadáveres de rebeldes e indígenas] un bebé que apenas acababa de salir del vientre de su madre jugaba con un saco de pan seco (...) Le manaba sangre de los párpados que se le había coagulado en el mentón; su rostro parecía sereno, de tanto como había debido llorar. El hombre vestido de azul, a su lado, parecía su padre. La escena era tan insoportable que, antes de que se echara a llorar, aligeré el paso”
Sus experiencias de aquel tiempo no se reflejarán después en película bélica alguna, pero están muy presentes en las conversaciones que los veteranos ya envejecidos mantienen en sus obras de los 50 y 60.
Durante aquel tiempo tuvo un memorable encuentro con Sadao Yamanaka, gran promesa del cine japonés, además de amigo y compañero de Ozu, que lamentablemente falleció unas semanas más tarde enfermo de disentería.
El 16 de julio de 1939 es desmovilizado y a la vuelta a Japón trabaja en algunos proyectos que no llegan a fructificar, el más completo de ellos una primera versión de El sabor del té verde con arroz que no llega a rodarse y que, con un guion bastante alterado, acabó realizando en 1952.
En 1941 puede por fin dirigir Hermanos y hermanas de la familia Toda, y en 1942 Había un padre, una de las películas predilectas del director junto a Cuentos de Tokio y Primavera precoz, y que contó por primera vez con el protagonismo absoluto de Chishū Ryū, uno de sus actores fetiche. Posteriormente trabajará en un proyecto sobre las vivencias de un grupo de soldados en Birmania, La lejana Tierra de nuestros padres, que no llegó a realizarse pese a lo avanzado de su preparación.
En 1943 es enviado a Singapur junto a su operador con el fin de hacer un documental sobre el movimiento independentista indio. Las tareas de preparación de este documental, que nunca llegó a realizarse, le dejaron mucho tiempo para ver películas norteamericanas. Tuvo la oportunidad de ver Ciudadano Kane, por la que sentía la mayor admiración a pesar de lo alejada que parece estar de su estilo e intereses.
En agosto de 1945, con la llegada de los británicos a Singapur, Ozu es hecho prisionero de guerra y permaneció seis meses en el campo de Cholon, tras los cuales volvió al Japón humillado y arrasado de 1946.

### Madurez
En febrero de 1946 Ozu regresa a un Japón devastado por la guerra. Tras unos meses de adaptación en los que escribió algún guion que no saldría adelante,  pasa a formar parte activa de algunas asociaciones de cineastas y por fin, en 1947, rueda y estrena su primera película en cinco años: Nagaya Shinsiroku (Historia de un inquilino), también llamada Historia de un vecindario o Memorias de un inquilino, a la que le sigue Kaze na naka no menodori (Una gallina en el viento) en 1948. Aunque Ozu no se sintiera muy satisfecho de estas dos obras, le permitieron volver a tomar el pulso al mundo del cine y disponerse a otra época de dedicación absorbente, como fueran sus inicios, en la que dio a luz a sus películas más recordadas y reconocibles.
Con Banshun (Primavera tardía), en 1949, Yasujiro Ozu alcanza uno de los primeros cenits de su carrera. Esta película supone el comienzo de una época final en la que el director nipón ya se asienta en su peculiar y depurado estilo más allá lo relativo al tratamiento de la puesta en escena, como ya se puede ver, desde mediados de los años 30, que viene haciendo progresivamente. A partir de ese momento Ozu se entregó por completo a unas temáticas -la familia, los conflictos entre tradición y modernidad,- que no volverá a abandonar y a unos procedimientos narrativos muy personales y ajenos por entero a los habituales.
Primavera tardía supone su reencuentro con el guionista Kogo Noda después de 14 años, y fue de la complicidad absoluta que había entre ambos de donde salieron los guiones de la serie inolvidable de películas que vino hasta 1962. Ambos se retiraban durante uno o dos meses a la casa de Noda, o bien a albergues u hoteles apartados en los que en una curiosa rutina de baños, paseos, siestas, whisky, sake (100 botellas por película calculaba la mujer de Noda que se requerían), gestaban en conversación interminable, primero la trama y después los diálogos de cada película.
Banshun además fue la primera colaboración de Ozu con Setsuko Hara. Fue la primera parte de la llamada Trilogía de Noriko, nunca pretendida por Ozu, por otra parte, en la que la gran actriz japonesa interpretó a tres Norikos, todas ellas hijas o nueras que dudan si casarse o no. Las trilogía la completan Bukashu (':El comienzo del verano), de 1951 y Tokyo Monogatari (Cuentos de Tokio), de 1953.
En 1950 rodó, por primera vez en su carrera, al margen de la Sochiku, y realizó para la Shintoho Las Hermanas Munakata. En 1951 obuvo por sexta y última ocasión el número 1 en la lista de la revista Kinema Junpo con Bukashu, (El comienzo del verano). Ningún otro director ha conseguido en seis ocasiones este premio.
Son años de éxito y reconocimiento en Japón, donde sin duda era el director más querido por el público. Curiosamente,fue en 1950 cuando el cine japonés dio el gran salto al resto del mundo con la victoria de Rashomon, de Akira Kurosawa, en el Festival de Venecia. Ozu dijo congratularse por ello y alabó la cinta de su compañero. Él nunca tuvo en vida reconocimientos y premios de enjundia en el extranjero y es algo que achacó a que sus películas no eran bien entendidas o interpretadas fuera de Japón. Hay que decir que sí obtuvo en 1958 el Trofeo Sutherland del British Film Institute.
Se trasladó con su madre a vivir a Kamakura, muchas de cuyas calles, así como su famoso Buda, fueron escenario de alguna de sus películas.
Retomó en 1952 El sabor del té verde con arroz, el guion aparcado en 1939, aunque lo rodó con muchas alteraciones de la idea original. En 1953 llegó Tokyo Monogatari (Cuentos de Tokio), quizá su película más conocida por el gran público, junto a Buenos días, y fue sin duda una de las cumbres, no solo del cine japonés, sino del mundial, como lo reconoció en 2012 la revista Sight & Sound al salir vencedora de la encuesta de ese año.
Durante cuatro años Ozu no pudo trabajar debido a diversos conflictos con las productoras. En aquel tiempo, unas a otras exigían unos precios exagerados por prestarse los actores, lo que limitaba mucho la disponibilidad de los directores para trabajar con quienes quisieran. Son años de conflictos laborales en los que además empieza a manifestarse el declive físico de Ozu en forma de insomnio, molestias en la garganta y un aspecto envejecido del que él mismo es consciente.
En 1957 estrenó su última película en blanco y negro, Tokyo Boshoku, (Crepúsculo en Tokio), con un argumento sórdido y melodramático, propio de sus películas de preguerra, y después llegó Higanbana, (Flores de Equinoccio), la primera fotografiada en color, técnica que ya adoptará en todas las que le siguen.
En 1959 estrenó dos películas: la desenfadada Ohayo, (Buenos Días), una reelaboración de su primitiva He nacido, pero… de 1932, y Ukigusa (La hierba errante), una nueva versión de la historia que ya hiciera en 1934 y que realizaría con la productora Daiei.
En este tiempo logró las más altas distinciones del mundo de la cultura japonsa: la Banda Violeta con distinción al mérito nacional y el ingreso en 1959 en la Academia de las Artes.
El declive físico se intensificó y aparecieron los primeros síntomas del cáncer que acabaría con su vida.
Sus últimas películas parecen reflejar de forma indirecta el mundo interior del propio Ozu, pues están llenas de personajes otoñales, nostálgicos, que rememoran los tiempos de la guerra en veladas llenas sake o que gastan el tiempo bajo el influjo hipnótico del pachinko. Una misma atmósfera cubre Akibiyori (Otoño tardío), 1960, Kohayagawa-ke no aki (El otoño de los Kohayagawa), de 1961 y Sanma no aji, de 1962, su última película, traducida habitualmente como El sabor del sake, aunque "sanma" es un pescado que se consume en otoño, que es a lo que se refiere el título. Estas películas crepusculares y desenfadadas al tiempo son la despedida involuntaria de un hombre que siguió trabajando hasta el final. De hecho dejó un guion escrito con Noda que se llevó a la pantalla tras su muerte.
1963 fue un año de enfermedad y agonía para Yasujiro Ozu. Tuvo un tumor en el cuello del que le operaron el 16 de abril, y tras permanecer varios meses hospitalizado y recibir tratamiento con cobalto, finalmente falleció tras una dolorosa agonía el 12 de diciembre, día de su kanreki o 60.º cumpleaños.
Sus cenizas reposan en un cementerio de Kamakura y en su lápida tan solo hay un kanji que representa el concepto Mu: la nada.

## Estilo visual
El cine de Yasujiro Ozu tiene un carácter visual inmediatamente reconocible por quienes conocen su filmografía: ángulo de cámara bajo, preferencia por los planos fijos, ausencia de fundidos y encadenados, inexistencia de la cuarta pared de interiores, transiciones con "planos almohada"… Estos elementos son sin embargo producto de un proceso de depuración y meticuloso despojamiento de otros más convencionales que formaban parte natural de la puesta en escena de sus primeras películas. Así, sus filmes mudos, comedias nansensu y películas convencionales, que siguen los cánones de la Sochiku en aquel tiempo, contienen travellings, panorámicas, fundidos, primeros planos y toda la panoplia de recursos habituales, que, por cierto, usa con habilidad y acierto.
Ozu es conocido y reconocido por el uso de la cámara en una posición muy baja, apenas a unos centímetros del suelo. Usaba unas cámaras especiales montadas sobre una pequeña base, lo que obligaba al operador a trabajar tumbado en el suelo. La preferencia por este tipo de angulación Ozu comentó en alguna ocasión que se debe a que se acostumbró a ello para no tener que lidiar con los cables que se enredaban por el suelo, y existen algunos testimonios de sus operadores, según los cuales Ozu nunca justificaba o explicaba esta decisión más allá del “me gusta” Aunque es habitual oír que es un plano “japonés” destinado a mostrar el punto de vista de quien está de rodillas sobre el tatami, como los habitantes de la casa tradicional japonesa, no es en absoluto un tipo de angulación común en el cine nipón, aunque puntualmente puedan encontrarse ejemplos de esta “mirada desde el tatami”, por ejemplo en Las hermanas de Gion, de Mizoguchi. Esta peculiar angulación es tónica habitual en los filmes de Ozu ya desde mediados de los años 30 y es la norma en todas sus películas de madurez. Una buena razón para el uso de estos planos es que permite observar el fondo completo y las puertas y paredes enteras de los espacios interiores, aumentando la sensación de familiaridad y profundidad.
Además de esto Ozu se caracterizó por rodar tan solo con un objetivo de 50 mm, la focal más cercana a la vista humana. Esta decisión otorga a sus filmes continuidad visual y pone al espectador en una relación natural y cercana con los personajes que habitualmente conversan en interiores y en planos medios y generales. Sin embargo presenta dificultad para mostrar la profundidad de los espacios, por lo que de esta forma Ozu dota a sus escenarios de unos niveles longitudinales al plano creados artificialmente mediante puertas, objetos cotidianos (mesas, teteras, braseros, armarios) o incluso mediante dos o más personajes que pueden estar conversando distanciados entre sí de una forma totalmente artificial y sin mirarse a los ojos.
La composición del plano lo es todo para Ozu. Fijaba la cámara y prohibía terminantemente que nadie la tocara, y entonces, según guiones gráficos elaborados por él mismo -era buen dibujante- componía la puesta en escena con la ayuda de su operador y solamente empezaba a rodar cuando cada objeto, escenario y actores estaban milimétricamente dispuestos según su parecer.
Otro elemento visual destacable es el hieratismo y la frontalidad con la que normalmente se muestran los personajes humanos. Las conversaciones entre ellos no se muestran siguiendo la regla habitual del plano contra-plano con ángulos o escorzos que nos sitúen a los espectadores espacialmente entre ellos o en su línea de mirada. Por el contrario, los personajes de Ozu suelen hablar mirando a cámara o a un punto muy cercano de ella, en un plano del que son el centro, y usualmente de frente. El cineasta japonés en no pocas ocasiones manifestó su desinterés por la regla de los 180° y no tenía inconveniente alguno en “saltarse el eje”, confiado -con razón- en que los espectadores acabarían acostumbrándose a su modo de representación igual que a otro cualquiera. Otro efecto curioso que se repite constantemente en sus películas -y este sí desde las primeras, pues quizá su origen sea un recurso cómico típicamente nansensu- es el llamado efecto sojikei, que consiste en que dos personajes actúan a la par, miméticamente. Siendo en principio un recurso cómico procedente de la comedia muda, deviene en manos del maestro de la delicadeza y la sobria sensibilidad que es Ozu en las imágenes inolvidables de padre e hija de Primavera tardía, por ejemplo. Y quizá el elemento visual -y sobre todo narrativo, por ello lo trataremos en la correspondiente sección, más característico, imitado u homenajeado de las películas de Ozu sean sus famosos planos almohada, traduciendo el inglés pillow shots, que sirven de unión significante entre escenas sustituyendo a fundidos y encadenados. Suelen mostrar un número limitado de elementos con cierta carga metafórica que se repiten una y otra vez en todos sus filmes sonoros: los tendales de ropa al viento, paisajes de barrios en construcción, trenes, vías y estaciones, paisajes parcialmente mostrados (la ladera de una montaña, parte de una playa, una o dos nubes) calles de oficinas o de bares, etc.
Como resumen, podemos hablar de una puesta en escena visual sobria, muy característica, y de una estilización y eliminación progresiva de lo superfluo en los decorados y las actuaciones de los actores. El Ozu de madurez hace películas reconocibles a la vista de un solo fotograma.

## Narrativa
El estilo narrativo de Ozu, como ya se ha mencionado antes, fue variando a lo largo del tiempo desde la mayor convencionalidad de sus primeras películas hasta una depuración personal reconocible y reconocida en las últimas. En sus comienzos, siguiendo los designios de la productora y los gustos de la época, se dedicó a hacer filmes de género, comedias físicas o nansensu  en japonés (La bella y la barba, He nacido, pero…), sobre estudiantes (Me gradué, pero…) e incluso cine negro (Una mujer fuera de la ley) Sin embargo, y sin abandonar nunca los temas de moda en cada momento, hay una progresión constante en el tratamiento de las historias.
Con el tiempo se fueron eliminando los tópicos narrativos: por ejemplo el énfasis en los momentos dramáticos, que tienden a ser eludidos. La linealidad narrativa es sustituida por cierta fragmentación de la información, o el abandono total de cualquier clase de maniqueísmo o de esquematismo moral de los personajes, cuyos actos siempre terminan siendo, en las películas de su última época, comprensibles y coherentes. Es complicado establecer un año o momento de su filmografía desde el que hablar de un “Ozu paradigmático”. Sin tomar partido en este asunto, puede ser útil seguir hablando de sus narrativa teniendo presentes sus películas a partir de Primavera tardía (1949)aunque mucho de lo que comentamos está presente ya, si bien no de forma continua y esencial, en otras desde mediados de los años 30.
Los personajes de Ozu se presentan también de forma fragmentaria; no es extraño que en el primer acto de alguna de sus películas el espectador se pierda y no sepa qué relación mantienen entre sí dos personajes que llevan minutos hablando de cualquier tema irrelevante. Ozu suele omitir la presentación de sus protagonistas y prefiere la naturalidad de las conversaciones banales para introducirnos en la historia. Como se eluden los momentos de mayor dramatismo o puntos álgidos de la trama (bodas, muertes, declaraciones de amor) es extraño que los personajes declaren expresamente sus emociones profundas, que se patentizan en pequeños gestos, como la manzana que pela el padre al final de Primavera tardía.
Es normal que haya un núcleo de personajes principales, usualmente los miembros consanguíneos de una familia, que llevan la carga del conflicto dramático -casarse o no y sus derivaciones es el más habitual- mientras que luego hay otros personajes secundarios que actúan a modo de coro que orienta y juzga las conductas de los protagonistas. Pueden ser antiguos compañeros de armas o colegas como en Primavera precoz o El sabor del Sake o compañeros de juego,  como en Crepúsculo en Tokio.
En las películas de Yasujiro Ozu hay algunos casos de elipsis, incluso de años de elisión, como en Había un padre o Amad a la madre, pero en las obras últimas de después de la guerra la acción sucede de forma lineal y en un lapso de tiempo limitado que apenas superará los pocos días o semanas, con ausencia total de flashbacks y muy pocos montajes en paralelo de acciones simultáneas. El tiempo, pues, es lineal, y su transcurrir viene marcado, más que a causa de sucesos narrativamente relevantes, por rutinas hogareñas, silencios y planos almohada con cierta carga metafórica. La austeridad y la frontalidad de la puesta en escena, así como el hieratismo de los actores -buscada por el director en obsesivas repeticiones de tomas en las que les agotaba- dan lugar a una diegética muy particular, exclusiva de este director, absolutamente inimitable y personal.
Los objetos, además, son personajes tan relevantes en sus películas como los de carne y hueso. No solo aquellos que suelen aparecer en los planos almohada, como tenderos, teteras, relojes, nubes… Sino aquellos que forman parte preeminente de la puesta en escena -solapando a veces el espacio compositivo ideal de los personajes humanos. Por ejemplo braseros o teteras en primer término o pósteres de películas y universidades norteamericanas en las películas mudas.

## "El más japonés de los directores japoneses"
El tópico de que Ozu es el director “más japonés” de los grandes realizadores clásicos nipones -junto a Mizoguchi y Kurosawa- se ha convertido en un lugar común con el que tanto él mismo como sus grandes estudiosos parecen estar a la vez de acuerdo y en desacuerdo.
Yasujiro Ozu afirmó en alguna ocasión que efectivamente los occidentales no podíamos entender su estilo o que no podemos evitar malinterpretar o enrevesar las explicaciones sobre sus películas cuando todo es obvio para el espectador japonés de su tiempo.
Es cierto que durante su vida sus películas gozaron de continuo éxito de crítica y público en Japón, mientras que en occidente fueron prácticamente desconocidas o ignoradas. Además, es cierto que sus películas, aunque todas las conservadas sean gendaigeki, es decir, películas “contemporáneas”, están muy apegadas a la cultura japonesa y al modo que en este país tienen de vivir las tradiciones, la rutina o los usos familiares. Sin embargo sería erróneo afirmar que el estilo de Ozu se corresponde con cierto modo japonés de hacer películas. Ya se ha dicho antes que su estilo -ángulos bajos de cámara, ausencia de movimientos de la misma, etc- es exclusivamente suyo. Kenji Mizoguchi, por ejemplo, que dedicara tantas películas a las leyendas y temas puramente nipones, se caracterizaba por el uso de una puesta en escena dinámica y compleja, opuesta a la de Ozu.
Sí es cierto que la filmografía de Ozu es por completo una brillante glosa de la historia del Japón contemporáneo. Los temas centrales de sus filmes son las inquietudes del ciudadano nipón medio entre 1930 y 1963: el conflicto entre modernidad y occidentalidad, el abandono de las viejas tradiciones, el contraste entre el mundo rural y la vida en las grandes ciudades, las consecuencias de la derrota en la II Guerra Mundial y, sobre todo, el tema central de sus últimas películas: las relaciones familiares y las decisiones relativas a la conveniencia o no de contraer matrimonio, sea este concertado o producto del amor romántico.
Hay una evolución en el tratamiento de los temas sociales: mientras las primeras, que se ruedan con el fondo de la Gran Depresión, tratan de la situación de la gente pobre o que no es capaz de abrirse camino en la vida (Me gradué pero… Un albergue en Tokio, He nacido pero…) con el tiempo la clase media e incluso la alta burguesía fueron los grupos sociales protagonistas de sus cintas.
Las peculiaridades de la vida diaria nipona también tienen un papel eminente: por ejemplo la religiosidad y el culto a los difuntos, la pasión por el sake y la cerveza en reuniones vespertinas que se alargan toda la noche o la afición por los juegos: en concreto el mahjong y el pachinko, que son escenarios habituales en buena parte de sus cintas como Crepúsculo en Tokio  y El sabor del Sake.

## Ozu y el zen
Se suele asociar el cine de Ozu con algunos principios del pensamiento Zen. En concreto el análisis más conocido de estas supuestas interrelaciones es el de Paul Schrader, en su libro “El estilo trascendental en el cine. Ozu, Bresson, Dreyer” en el que analiza algunas obras de Ozu -no todas, lo que ha sido objeto de crítica- desde el punto de vista de lo que él llama estilo trascendental. “En las películas de Ozu, el pensamiento y el arte zen son la civilización, mientras que el cine es la superficie” Para el guionista y director estadounidense este arte o estética zen supone el adentrarse natural en las tres fases o caracteres que según él constituyen lo que él llama «estilo trascendental». En concreto: Lo cotidiano, la disparidad —o desunión del sujeto con su entorno— y la Estasis o resolución trascendental, pasando por encima del conflicto propio.
Yasujiro Ozu desde luego no fue ajeno a la estética y el pensamiento zen, y se puede rastrear en sus películas elementos que podemos asociar con él: por ejemplo la permanencia de lo fugaz (mono no aware en japonés) y la asunción de los ciclos vitales, el paso del tiempo, la disolución de la individualidad y otras ideas están presentes en el tratamiento visual de sus películas, por ejemplo en los planos-almohada que se repiten película tras película como testigos objetuales que sobreviven a cada drama particular o en paradigmáticas escenas. También hay diálogos o acciones humanas en este sentido,  como la conversación que mantienen dos personajes ajenos del todo a la acción al final de El otoño de los Kohayagawa mientras contemplan el humo de la incineradora de cadáveres.
Además, el hecho de que el mismo Ozu quisiera que en su tumba solo figurase el kanji Mu, traducido normalmente por “la nada”, que se asocia a esta espiritualidad, así como a los koan, sirve de argumento recurrente para esta asociación entre el zen y su filmografía. Sin embargo, el mismo Ozu en alguna ocasión trató con sorna este asunto y lo asociaba con la ignorancia que tenemos los occidentales de la idiosincrasia Japonesa, pues tendemos en su opinión a ver complejidades y significados ocultos en lo que para ellos es perfectamente natural, fluido y razonable.

## Premios, homenajes y legado
Aparte de numerosos premios otorgados por crítica y público, por ejemplo los nada menos que 6 primeras posiciones en el ranking anual de Kinema Junpo, hito no igualado hasta hoy por otro director, Ozu recibió una medalla del gobierno japonés en 1958, año en el que también ganó el premio de la Academia de las Artes de Japón. En 1959 se convirtió en el primer representante del mundo del cine en ingresar en dicha academia. En 1961 se celebró una retrospectiva de las películas de Ozu en el Festival de Cine de Berlín, donde el director y su obra recibieron la atención mundial. Donald Richie escribió, en 1974, la primera biografía de Ozu en inglés. Y en 1979 se hizo un amplio ciclo en la Semana Internacional de Cine de Valladolid, que había empezado a conocerse en cine-clubs y filmotecas.
En vida tan solo recibió un premio en el extranjero: el Trofeo Sutherland otorgado por el British Film Institute en 1958. Hoy en día es unánimemente reconocido como uno de los más grandes directores de la historia del cine por crear un estilo absolutamente personal y representativo al tiempo de una época vertebral en la historia de Japón, mostrando a la vez de forma sutil y cercana los sentimientos e inquietudes más universales.
Varios directores han homenajeado a su maestro en sus propios trabajos:
- En 1983 Kazuo Inoue dirigió He vivido pero… (Ikite wa mita keredo: Ozu Yasujirô den), un documental sobre Yasujiro Ozu en el que se cuenta su vida, se reflexiona sobre su estilo y se entrevista a algunos de los actores y actrices habituales en sus últimas películas, así como a su operador de cámara y a la mujer de su amigo y coguionista, ya entonces fallecido, Kogo Noda

- En 1985 Win Wenders presentó Tokyo-Ga, un documental sobre la capital de Japón que usa como trasfondo y referente algunos lugares icónicos de las películas de Ozu, así como entrevistas con personajes como Chishu Ryu, el actor fetiche del director.

- En 2003, el mismo día en que se conmemoraba el centenario de Yasujiro Ozu, se estrenó la película Café Lumiere, dirigida por el taiwanés Hou Hsiao Hsien, con algunas referencias directas a Cuentos de Tokio y producida por Sochiku. También este año Abbas Kiarostami presentó Five dedicated to Ozu, una película sin apenas diálogo consistente en cinco largos planos grabados a la orilla del mar.

- También inspirada en Cuentos de Tokyo, de la que se podría decir que es un remake, en el año 2013 el director Yoji Yamada dirigió Tokyo Family.
- En el año 2007 el director español Jaime Rosales estrenó La soledad. En este film los homenajes a Ozu son constantes. Por ejemplo podemos mencionar una de las escenas fundamentales de la película en la que un personaje muere junto a un tendedero igual a los que Ozu presenta en sus planos-almohada, que abundan igualmente en esta cinta española.
- En 2017 el cineasta estadounidense de origen coreano Kogonada estrenó Columbus, una historia en la que se entrecruzan la arquitectura, el amor y los compromisos familiares. El estilo visual de esta obra remite de forma directa y nada disimulada al de las últimas películas de Ozu, así como su temática. Este director ya dedicó un año antes un pequeño vídeo ensayo a la figura de nuestro director.[31]

- En el anime, el director Satoshi Kon en su película Millennium Actress, hace referencias al cine de Ozu de películas como "Primavera tardía" junto con obras de otros maestros del cine nipón, además que el personaje protagonista está inspirado en Setsuko Hara, actriz que se destacó en las películas de Ozu,[32] es una de la principales influencias de la directora Naoko Yamada destacada por series como K-On! o películas como Koe no Katachi o Liz and the blue bird.[33][34]

## Filmografía
| Filmografía de Yasujirō Ozu como director | Filmografía de Yasujirō Ozu como director | Filmografía de Yasujirō Ozu como director | Filmografía de Yasujirō Ozu como director                                                | Filmografía de Yasujirō Ozu como director |
| Año                                       | Título original                           | Rōmaji                                    | Título/s en español e inglés                                                             | Comentario |
| ----------------------------------------- | ----------------------------------------- | ----------------------------------------- | ---------------------------------------------------------------------------------------- | --- |
| Películas mudas                           |                                           |                                           |                                                                                          | |
| 1927                                      | 懺悔の刃                                  | Zange no yaiba                            | La espada de la penitencia / Sword of Penitence                                          | Perdida, única película de época (jidaigeki) de Ozu |
| 1928                                      | 若人の夢                                  | Wakōdo no yume                            | Sueños de juventud / Dreams of Youth                                                     | Perdida |
| 1928                                      | 女房紛失                                  | Nyōbō funshitsu                           | La esposa perdida / Wife Lost                                                            | Perdida |
| 1928                                      | カボチャ                                  | Kabocha                                   | Calabaza / Pumpkin                                                                       | Perdida |
| 1928                                      | 引越し夫婦                                | Hikkoshi fūfu                             | Los esposos de la mudanza / A Couple on the Move                                         | Perdida |
| 1928                                      | 肉体美                                    | Nikutaibi                                 | La belleza del cuerpo / Body Beautiful                                                   | Perdida |
| 1929                                      | 宝の山                                    | Takara no yama                            | La montaña del tesoro / Treasure Mountain                                                | Perdida |
| 1929                                      | 学生ロマンス 若き日                       | Gakusei romansu: wakaki hi                | Días de juventud / Student Romance: Days of Youth                                        | Primera película conservada de Ozu |
| 1929                                      | 和製喧嘩友達                              | Wasei kenka tomodachi                     | Unidos en la pelea / Fighting Friends Japanese Style                                     | 14 minutos conservados |
| 1929                                      | 大学は出たけれど                          | Daigaku wa detakeredo                     | Me gradué, pero… / I Graduated, But...                                                   | 11 minutos conservados |
| 1929                                      | 会社員生活                                | Kaishain seikatsu                         | Vida de un oficinista / The Life of an Office Worker                                     | Perdida |
| 1929                                      | 突貫小僧                                  | Tokkan kozō                               | El pilluelo / A Straightforward Boy                                                      | corto |
| 1930                                      | 結婚学入門                                | Kekkongaku nyūmon                         | Introducción al matrimonio / An Introduction to Marriage                                 | Perdida |
| 1930                                      | 朗かに歩め                                | Hogaraka ni ayume                         | Caminad con optimismo / Walk Cheerfully                                                  | |
| 1930                                      | 落第はしたけれど                          | Rakudai wa shitakeredo                    | Suspendí, pero… / I Flunked, But...                                                      | |
| 1930                                      | その夜の妻                                | Sono yo no tsuma                          | La esposa de noche / That Night's Wife                                                   | |
| 1930                                      | エロ神の怨霊                              | Erogami no onryō                          | El espíritu vengativo de Eros / The Revengeful Spirit of Eros                            | Perdida |
| 1930                                      | 足に触った幸運                            | Ashi ni sawatta kōun                      | Encuentro con la felicidad / The Luck Which Touched the Leg                              | Perdida |
| 1930                                      | お嬢さん                                  | Ojōsan                                    | La señorita / Young Miss                                                                 | N.º 3 en la lista Kinema Junpo de ese año |
| 1931                                      | 淑女と髯                                  | Shukujo to hige                           | La bella y la barba / The Lady and the Beard                                             | |
| 1931                                      | 美人哀愁                                  | Bijin aishu                               | La melancolía de una mujer hermosa / Beauty's Sorrows                                    | Perdida |
| 1931                                      | 東京の合唱                                | Tōkyō no kōrasu                           | El coro de Tokio / Tokyo Chorus                                                          | N.º 3 en la lista Kinema Junpo de ese año |
| 1932                                      | 春は御婦人から                            | Haru wa gofujin kara                      | La primavera llega para las señoras / Spring Comes from the Ladies                       | Perdida |
| 1932                                      | 大人の見る繪本 生れてはみたけれど         | Umarete wa mita keredo                    | He nacido, pero... (Y sin embargo hemos nacido) I Was Born, But...                       | N.º 1 en la lista Kinema Junpo de ese año |
| 1932                                      | 靑春の夢いまいづこ                        | Seishun no yume ima izuko                 | ¿Dónde están los sueños de juventud? / Where Now Are the Dreams of Youth?                | |
| 1932                                      | また逢ふ日まで                            | Mata au hi made                           | Hasta nuestro próximo encuentro / Until the Day We Meet Again                            | Perdida |
| 1933                                      | 東京の女                                  | Tokyo no onna                             | Una mujer de Tokio / Woman of Tokyo                                                      | |
| 1933                                      | 非常線の女                                | Hijōsen no onna                           | Una mujer fuera de la ley / Dragnet Girl                                                 | |
| 1933                                      | 出来ごころ                                | Dekigokoro                                | Corazón vagabundo / Passing Fancy                                                        | N.º 1 en la lista Kinema Junpo de ese año |
| 1934                                      | 母を恋はずや                              | Haha wo kowazuya                          | Amad a la madre / A Mother Should be Loved                                               | |
| 1934                                      | 浮草物語                                  | Ukigusa monogatari                        | Historia de hierbas errantes / A Story of Floating Weeds                                 | N.º 1 en la lista Kinema Junpo de ese año |
| 1935                                      | 箱入娘                                    | Hakoiri musume                            | La muchacha inocente / An Innocent Maid                                                  | Perdida |
| 1935                                      | 東京の宿                                  | Tokyo no yado                             | Un albergue en Tokio / An Inn in Tokyo                                                   | |
| 1936                                      | 大学よいとこ                              | Daigaku yoitoko                           | La Universidad es un sitio agradable / College is a Nice Place                           | Perdida |
| Películas sonoras en blanco y negro       |                                           |                                           |                                                                                          | |
| 1936                                      | 菊五郎の鏡獅子                            | Kagami jishi                              | Kagamijishi, La danza del león / Kagami jishi                                            | Corto documental |
| 1936                                      | 一人息子                                  | Hitori musuko                             | El hijo único / The Only Son                                                             | |
| 1937                                      | 淑女は何を忘れたか                        | Shukujo wa nani wo wasureta ka            | ¿Qué ha olvidado la señora? / What Did the Lady Forget?                                  | |
| 1941                                      | 戸田家の兄妹                              | Todake no kyodai                          | Los hermanos Toda / Brothers and Sisters of the Toda Family                              | N.º 1 en la lista Kinema Junpo de ese año |
| 1942                                      | 父ありき                                  | Chichi ariki                              | Había un padre / There Was a Father                                                      | Primera película de Ozu con protagonismo absoluto de Chishu Ryu N.º 2 en la lista Kinema Junpo de ese año                                                    |
| 1947                                      | 長屋紳士録                                | Nagaya Shinshiroku                        | Historia de un vecindario o Memorias de un inquilino /The Record of a Tenement Gentleman | N.º 4 en la lista Kinema Junpo de ese año |
| 1948                                      | 風の中の牝鶏                              | Kaze no naka no mendori                   | Una gallina en el viento / A Hen in the Wind                                             | N.º 7 en la lista Kinema Junpo de ese año |
| 1949                                      | 晩春                                      | Banshun                                   | Primavera tardía / Late Spring                                                           | Primera película de Ozu con Setsuko Hara y primera de la "trilogía de Noriko" N.º 1 en la lista Kinema Junpo de ese año                                      |
| 1950                                      | 宗方姉妹                                  | Munekata kyōdai                           | Las hermanas Munekata / The Munekata Sisters                                             | N.º 7 en la lista Kinema Junpo de ese año |
| 1951                                      | 麥秋                                      | Bakushu                                   | El comienzo del verano / Early Summer                                                    | Segunda película de la no oficial "trilogía de Noriko" N.º 1 en la lista Kinema Junpo de ese año                                                             |
| 1952                                      | お茶漬の味                                | Ochazuke no aji                           | El sabor del té verde con arroz / The Flavor of Green Tea over Rice                      | Adaptada de un guion censurado de 1939 |
| 1953                                      | 東京物語                                  | Tokyo monogatari                          | Cuentos de Tokio / Tokyo Story                                                           | Tercera película de la "trilogía de Noriko" y quizá el film de Ozu de mayor reconocimiento crítico fuera de Japón. N.º 2 en la lista Kinema Junpo de ese año |
| 1956                                      | 早春                                      | Sōshun                                    | Primavera precoz / Early Spring                                                          | |
| 1957                                      | 東京暮色                                  | Tōkyō Boshoku                             | Crepúsculo En Tokio / Tokyo Twilight                                                     | |
| Colour films                              |                                           |                                           |                                                                                          | |
| 1958                                      | 彼岸花                                    | Higanbana                                 | Flores de equinoccio / Equinox Flower                                                    | Primera película en color de Ozu |
| 1959                                      | お早よう                                  | Ohayo                                     | Buenos días / Good Morning                                                               | Una revisión no literal de He nacido, pero... (Y sin embargo hemos nacido)                                                                                   |
| 1959                                      | 浮草                                      | Ukigusa                                   | La hierba errante / Floating Weeds                                                       | Una revisión de Historia de las hierbas flotantes |
| 1960                                      | 秋日和                                    | Akibiyori                                 | Otoño tardío / Late Autumn                                                               | |
| 1961                                      | 小早川家の秋                              | Kohayagawa-ke no aki                      | El último verano o El otoño de los Kohayasawa /The End of Summer                         | Última película de Setsuko Hara con Ozu |
| 1962                                      | 秋刀魚の味                                | Sanma no aji                              | El sabor del sake o El sabor del pescado de otoño o Tarde de otoño/ An Autumn Afternoon  | Última película dirigida por Ozu |